# OCBC Wing Hang Bank

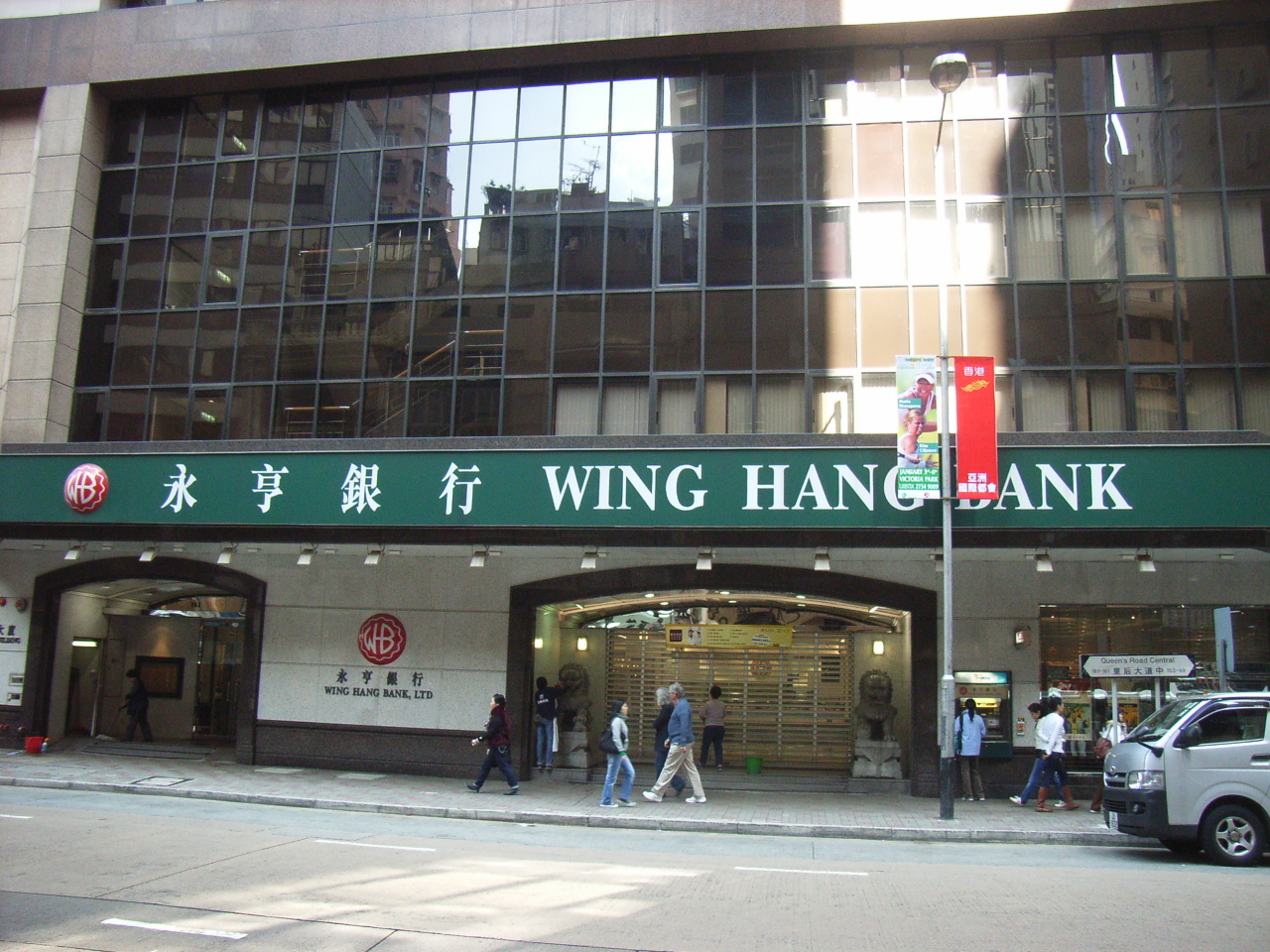
Отделение Wing Hang Bank в Гонконге

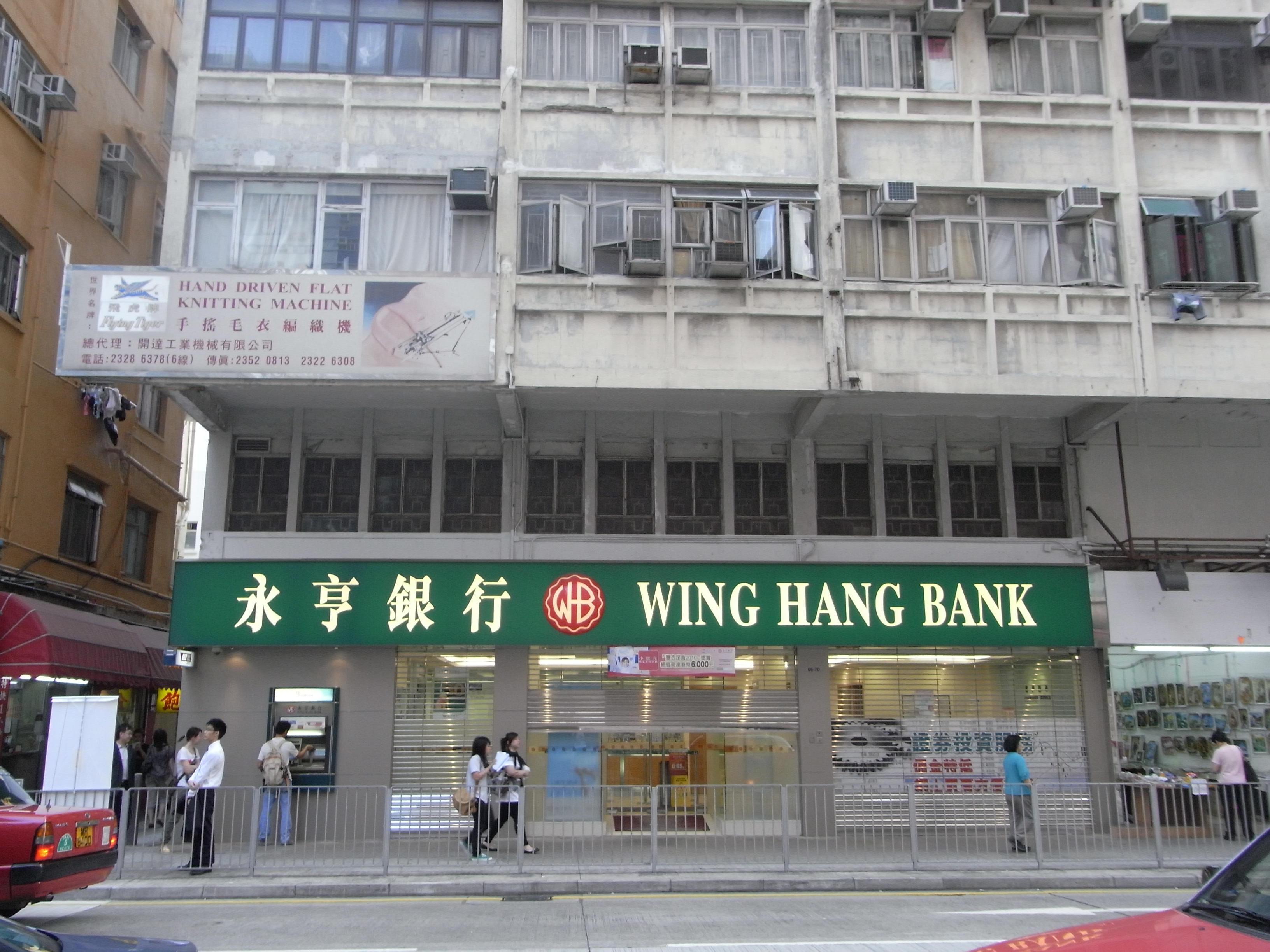
Отделение Wing Hang Bank в Гонконге

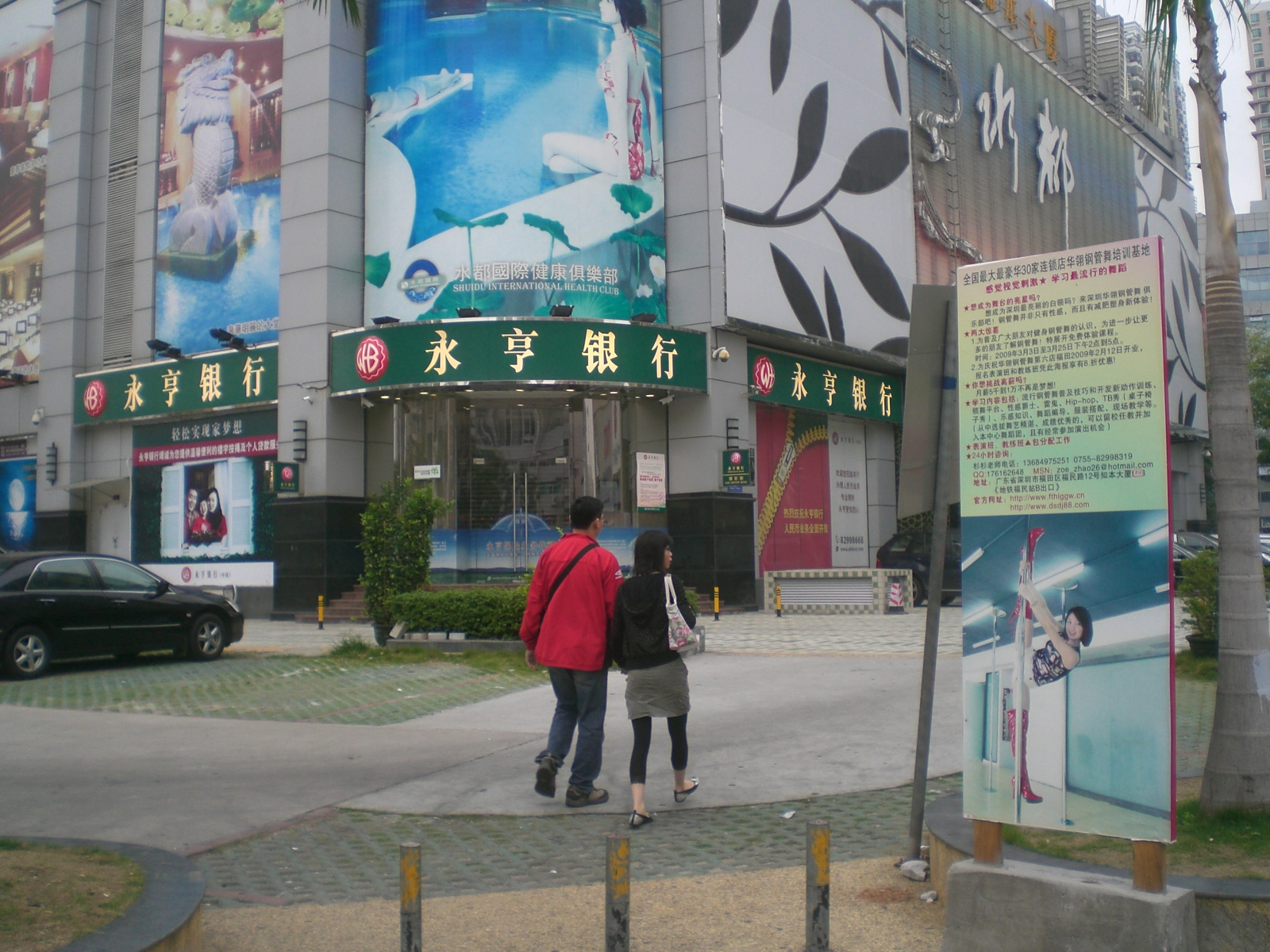
Отделение Wing Hang Bank в Шэньчжэне

OCBC Wing Hang Bank (華僑永亨銀行) — один из крупнейших банков Гонконга; входит в десятку наиболее крупных финансовых учреждений города по величине активов.

## История
Wing Hang Bank основан в 1937 году в Кантоне, в 1941 году открыл своё первое отделение в Макао. В 1973 году американский банк Irving Trust купил Wing Hang Bank, но в 1988 году сам оказался поглощенным Bank of New York, который постепенно стал распродавать свою долю в гонконгском банке (с 2005 года доля Bank of New York в Wing Hang Bank составляла 20%).
В 2003 году Wing Hang Bank купил средний гонконгский банк Chekiang First Bank, основанный в 1907 году в Ханчжоу. По состоянию на март 2011 года в Wing Hang Bank работало около 3 тыс. человек, рыночная стоимость корпорации составляла более 3,7 млрд. долларов, а продажи — 0,6 млрд. долларов.
В конце июля 2014 года Wing Hang Bank стал дочерней структурой сингапурской финансовой группы Oversea-Chinese Banking Corporation (OCBC) и был переименован в OCBC Wing Hang Bank.

## Структура
Wing Hang Bank имеет около 30-и отделений в Гонконге, более 10-и — в Макао (где он известен как Banco Weng Hang S.A.), а также отделения в китайских городах Шэньчжэнь, Чжухай, Фошань, Гуанчжоу, Шанхай и Пекин. 